# 埃斯特别墅 (切尔诺比奥)
45°50′41.91″N 9°4′47.64″E / 45.8449750°N 9.0799000°E
埃斯特别墅（Villa d'Este）是意大利北部切尔诺比奥的一座文艺复兴贵族住宅，位于科莫湖湖畔。自16世纪作为科莫的枢机主教的夏季住所兴建以来，该别墅和25-英畝（100,000-平方）周围的公园经历了重大的变化。然而，在1903年，伊迪丝·华顿参观花园后，在《世纪杂志》上评论说，这是科莫唯一一个保留了其原始建筑的古老花园。虽然卡罗琳王后进行了部分英国化，但是文艺复兴花园的主线仍然存在。 
1873年，别墅改为贵族和大资产阶级的豪华酒店，保留埃斯特别墅的名称。
2009年6月，福布斯认为它是世界上最好的酒店 而在2008年它被Travel + Leisure 杂志列为欧洲最佳酒店第15名以及世界最佳酒店第69名。
自1928年以来，每年四月, 酒店都举行老爷车展（Concorso d'Eleganza Villa d'Este）；自1975年以来，每年9月, 在此举办一年一度的安博思论坛（Ambrosetti Forum），一个政治、金融和商业领域的知名人士参加的国际论坛。